# ВУАК
Всеукраї́нський археологі́чний коміте́т ВУАН (скорочені назви: ВУАК, УАК, АК) — українська науково-дослідна установа при Всеукраїнській академії наук, що існувала у період з 1924 по 1933 роки, до сфери завдань якої відносились археологічні та архітектурні дослідження, відання музеями та збереження й оцінка історичних цінностей.

## Історія існування та члени ВУАК
Починаючи з моменту свого заснування Академія наук брала на себе охорону музеїв, пам'яток культури та археології. 14 липня 1921 року, після включення до Української академії наук Українського наукового товариства в Києві, було сформовано Археологічну секцію Академії наук, виключно для науково-теоретичних занять. Президія секції була обрана в складі:
- голова — академік Ф. Шмідт
- заступник — академік М. Біляшівський
- вчений секретар — Ф. Ернст

При секції було утворено окрему Софійську комісію для досліджень Софії Київської.
6 лютого 1922 року спільне зібрання Академії наук ухвалило реорганізувати секцію в Археологічний комітет. До складу його увійшли:
- голова — академік Ф. Шмідт
- секретар — академік О. Новицький (з 27 вересня 1922 року)
- члени комітету — академіки М. Біляшівський та М. Василенко

Розростання мережі музеїв по всій республіці зумовило потребу створення центрального наукового органу всеукраїнського значення. Питання встало особливо гостро 1924 року. Академія обрала до складу комітету низку нових членів: В. Данилевича, М. Макаренка, Д. Щербаківського, П. Курінного, А. Носова, В. Осьмака, Ф. Ернста, В. Козловську.
24 липня 1924 року новий статут Всеукраїнського археологічного комітету, складений П. Курінним, був затверджений спільним зібранням Академії наук та Наркомпросом. Ця дата вважається офіційним заснуванням ВУАК.
За недовгий час свого існування ВУАК об'єднав довкола себе всі фахові археологічні студії України, а з позаукраїнських — ті, що працювали над питаннями української археології, етнографії та мистецтвознавства.
Станом на 1931 рік у складі ВУАК було 53 дійсні члени. Штатний розклад складався з п'яти осіб — академік О. П. Новицький (голова), С. С. Гамченко, П. П. Курінний (учений секретар), В. Є. Козловська та В. І. Барвінок.
Склад комітету перед його скасуванням у 1933 році був наступний (обрані члени): президент — академік О. П. Новицький; вчені секретарі — П. П. Курінний та М. Я. Рудинський; почесні члени — М. Мінз (Кембридж), А. Тальгрен (Стокгольм), Т. Арне (Стокгольм), М. Еберт (Кенігсберг); віце-президенти — керівники відділів: В. Г. Ляскоронський, після нього В. Є. Козловська, М. О. Макаренко, Д. М. Щербаківський (мистецтвознавство), С. С. Гамченко (археологія). Дійсні члени: В. І. Барвінок, А. Безсмертний, М. Болтенко (Одеса), А. В. Добровольський (Одеса), Л. П. Добровольський, В. Ю. Данилевич, Д. Гордієв (Тифліс), В. Є. Козловська, В. Зуммер, А. Кримський, В. Г. Кричевський, Б. Т. Крижанівський (Ленінград), Л. М. Левицький, І. Ф. Левицький (Харків), К. М. Мельник-Антонович, І. В. Моргілевський, А. З. Носів, В. О. Осьмак, В. В. Різниченко, М. Сичов (Ленінград), Ю. Й. Сіцінський (Кам'янець-Подільський), П. Смолічев (Чернігів), С. А. Таранушенко (Харків), М. М. Ткаченко, А. Н. Фомін, О. С. Федоровський (Харків), В. В. Фармаковський (Ленінград), М. А. Шарлемань, В. І. Щербина, Ф. Л. Ернст, Д. І. Яворницький (Катеринослав).

## Комісії ВУАК

### Трипільська комісія
Трипільську комісію було засновано 1925 року, пропрацювала до 1930 року. Комісію очолювала Валерія Козловська, секретарем був Петро Курінний, членами були Михайло Рудинський, Микола Біляшівський. Перше засідання відбулося 7 березня 1925 року. Комісія заслуховувала наукові доповіді, організовувала виставки, рецензувала закордонні публікації, співпрацювала з музеями. Для створення карти поселень трипільської культури замовляли аерофотозйомку.
Також Комісія організувала окрему Трипільську експедицію, в рамках якої проводилися розкопки на Уманщині, Одещині, було відкрито новий тип поселень трипільської культури. Результати досліджень публікували в «Коротких звеідомленнях ВУАК» і у власних збірках «Трипільська культура на Україні» (1926), «Хроніка археології і мистецтва».
Комісія Кавказознавства
Комісію Кавказознавства затверджено при ВУАК 12 грудня 1928 р. з 7 членів та 2 кандидатів, під головуванням проф. Д. П. Гордєєва. Робота Комісії Кавказознавства провадилася у таких галузях:
1) вивчення мистецтва передісторичного Кавказу;
2) вивчення монументального малярства Грузії;
3) вивчення мініатюрного малярства Грузії;
4) вивчення образотворчого гаптування Грузії та Вірменії;
5) вивчення мусульманського мистецтва Кавказу.
Члени Комісії Кавказознавства провели такі експедиції:
1) експедиція під головуванням акад. Ф. І. Шміта до Грузії (райони Ахалциха та Кутаіса) та Вірменії (Шриванський район, Дорійський район). До складу експедиції ввійшли члени Комісії: О. Я. Берладіна, Іванівська, О. О. Нікольська. Мета експедиції — вивчення пам'яток архітектури та малярства.
2) експедиція до Ечміядзину (О. О. Нікольська, О. Я. Берладіна) Метою експедиції — вивчення пам'яток передісторичного мистецтва, мініатюрного малярства та образотворчого гаптування, що переховуються у Ечміядзинській бібліотеці та музеї.
3) спільно з Кавказьким історично-археологічним інститутом під головуванням проф. Д. П. Гордєєва: а) до Кінцвісі та Тімотісубані з метою вивчення старогрузинського малярства; б) до Деліжанського району з метою вивчення монументальної культової архітектури.
Крім того у період з 3 вересня — 5 жовтня 1929 року — члени Комісії Кавказознавства: проф. Д. П. Гордєєв, проф. В. М. Зуммер, О. Я. Берладіна, Іванівська, О. О. Нікольська взяли участь у 2-му Всеукраїнському з'їзді сходознавців.

## Завдання Комітету
Комітет виконував консультативні функції по оцінці історичних цінностей, взяв під захист археологічні збірки Києва, архітектурні пам'ятки Чернігова, чернігівських музеїв тощо. Він врятував музей Холмського братства в Могилеві, зайнявся питаннями реставрації дренажів Андріївської церкви в Києві, висунув ідею потреби концентрації церковних музеїв на території Києво-Печерської лаври (Лаврський музей культів та побуту).
Організовано нові дослідження:
- Архітектурні дослідження Спасо-Преображенського собору в Чернігові, Софійського собору в Києві (І. Моргілевський, 1923);
- Археологічні розкопки Спасо-Преображенського собору в Чернігові (М. Макаренко, 1923);
- Дослідження шиферних плит Софійського собору в Києві (О. Новицький, 1923);
- Дослідження Межигірських печер (П. Курінний, 1925).

На Комітет покладались наступні функції:
- Розробка законодавства з охорони пам'яток культури і природи в Україні;
- Організація охорони пам'яток;
- Провадження розкопок, експедицій, планового дослідження монументальних пам'яток, координація археологічної роботи інститутів, установ та музеїв;
- Підготовка кваліфікованих дослідників;
- Проведення обліку пам'яток, виготовлення археологічних та мистецтвознавчих карт;
- Керування науковою реставрацією пам'яток та організація їх планового дослідження;
- Утворення мережі дослідних пунктів в Україні (музеїв, інститутів);
- Скликання археологічних з'їздів і конференцій;
- Робота по створенню в Україні меморіальних, культурно-історичних, природних, археологічних та мистецьких заповідників.

## Науковий вклад
За час з 1924 по 1933 рік виконані наступні роботи:
- Палеоліт. Відкрито мустьєрську стоянку в с. Кодак на Запоріжжі. Перевірено раніше відомі з Поділля й виявлено нові: Врублівці, Озаринці, Студениця, Колчаківці, Бакота, Велика Кужелева, Стара Ушиця, Калюс (Рудинський, 1929), Луганське (Локтюшов, 1930), Довгеничі Овруцького району (Левицький, 1924‒1929).

- Мезоліт. Ашельська доба: Журавка (М. Рудинський 1927‒1929), Смячка 14 (М. Рудинський), стратиграфічні роботи на Ізюмщині (М. Сібільов), с. Щурівка Ізюмського р-ну (Федоровський, 1923). Тарденуазька доба: Стоянка Пришиб 1, Донецька культура (М. Сібільов), Охтирка (М. Рудинський), Кудлаївка, річка Білоус (Баран-Бутович).

- Неоліт. Лоханська станція (М. Рудинський), Дерівка Кременчуцького р-ну (М. Рудинський, 1928), Смячка 15 та 16, Піщаний острів (І. Левицький), Рогалик на Луганщині, Ізюм, Яришів, Зелена Криниця, Стара Ушиця — на Поділлі; Погорілове — на Чернігівщині; Колунівка, Пижівська гора (коло Старої Ушиці), Патринці, Студениця, Бакота, Лоєвці, Ханківці, Соколець — всі на Поділлі; Дубовиця (біля Салтикової Дівиці), Піски (біля села Пісок), Московщина, Анисів, Количівка, Старий Білоус, Чернігів, Півці, Бережанка, Брусилово, Борок, Недайще, Червона Гута — всі на Чернігівщині (Баран-Бутович); неолітичні стоянки річки Орчика — 7, Берестової — 15, Орелі — 10, Ворскли — до 20, Коломак — 2 — всі на Полтавщині (О. Тахтай) Старий Орлик на Полтавщині; Мар'янівська станція на Чернігівщині (Я. Морачевський), неоліт Донеччини (М. Сібільов та С. Гамченко), неолітичний могильник в околицях Маріуполя (М. Макаренко).
- Трипільська культура. С. Гамченко — Білий Камінь, Стіна, Андріївка, Колодяжне. В. Козловська — Балики, Верем'я, Сушківка, Черепин, Буки. П. Курінний — Томашівка, Райки, Колодисте, Борисівка, Чернявка, Красноставка, Білілівка, Ягнятин, Києво-Кирилівське узгір'я. М. Рудинський — Кадівці, Озаринці. М. Болтенко — Усатово. М. Макаренко — Євминка, Жолудівка, Грушева, Чечеркозовка. М. Біляшівський — Борисівка. Б. Безвенглінський — Володимирівка, Майданицьке, Талянки. Т. Пассек — Коломийщина.

- Відкрито Білогрудівську культуру (П. Курінний); провадилися розшуки попелищ на Харківщині — 123 пункти (О. Федоровський).
- Скіфи. Розкопки в Ольвії (Б. Фармаковський), Лузанівська біля Одеси (С. Дложевський), Березань (М. Болтенко).
- Сармати. Село Сеньківка (В. Козловська).
- Культура антів. Село Маслова (П. Смоліч та С. Гамченко).
- Ранні слов'яни (до Х століття). Городище Монастирище біля Ромен (М. Макаренко), узгір'я Кисилівка в Києві (С. Магура).
- Київська Русь (Х століття — ХІІІ століття). Київ: Садиба Трубецького (С. Гамченко), Золоті ворота та подвір'я Софійського собору (В. Ляскоронський), узрір'я Дитинки (М. Макаренко та В. Козловська), архітектура Софійського собору (Т. Моргілевський, О. Новицький, П. Курінний), Києво-Печерська лавра (П. Курінний, В. Ляскоронський, А. Добровський). Коростень (С. Гамченко, Ф. Козубовський, П. Курінний). Чернігів: Спасо-Преображенський собор та Єлецький монастир (М. Макаренко, І. Моргілевський). Донецьке городище (О. Федоровський). Райки (П. Курінний, Т. Мовчанівський, В. Козловська та М. Ткаченко).

Найвидатнішою подією за час провадження археологічних досліджень Всеукраїнським археологічним комітетом була реалізація досліджень на Дніпробуді. Експедицію фінансував Наркомпрос (УКРНАУКА). Вона мала дослідити береги Дніпра в межах їх затоплення біля Кічкаса. Роботи тривали з 1927 по 1932 рік.